# Вільфрід Паллгубер
Вілфрід Паллгубер  (італ. Wilfried Pallhuber, 4 серпня 1967) — італійський біатлоніст, олімпієць.

## Виступи на Олімпіадах
| Олімпіада           | Дисципліна                | Місце |
| ------------------- | ------------------------- | ----- |
| Альбервіль 1992     | індивідуальна гонка 20 км | 40    |
| Ліллехаммер 1994    | спринт 10 км              | 24    |
| Ліллехаммер 1994    | індивідуальна гонка 20 км | 20    |
| Нагано 1998         | спринт 10 км              | 14    |
| Нагано 1998         | індивідуальна гонка 20 км | 41    |
| Нагано 1998         | естафета 4 х 7,5 км       | 9     |
| Солт-Лейк-Сіті 2002 | спринт 10 км              | 50    |
| Солт-Лейк-Сіті 2002 | переслідування 12,5 км    | 33    |
| Солт-Лейк-Сіті 2002 | індивідуальна гонка 20 км | 50    |
| Солт-Лейк-Сіті 2002 | естафета 4 х 7,5 км       | 16    |
| Турин 2006          | спринт 10 км              | 22    |
| Турин 2006          | переслідування 12,5 км    | 17    |
| Турин 2006          | мас-старт 15 км           | 24    |
| Турин 2006          | індивідуальна гонка 20 км | 9     |
| Турин 2006          | естафета 4 х 7,5 км       | 8     |